# Pont de Mas Batlle (Canet d'Adri)
El Pont de Mas Batlle és una obra de Canet d'Adri (Gironès) inclosa a l'Inventari del Patrimoni Arquitectònic de Catalunya.

## Descripció
Pont de pedres irregulars amb una obertura en arc de mig punt resseguida per dovelles de ciment. La part superior està parcialment coberta per vegetació, i la part superior és una via de comunicació i està asfaltada.